# 法政大学短期大学部
法政大学短期大学部（ほうせいだいがくたんきだいがくぶ）は、神奈川県川崎市中原区木月大町164に本部を置いていた日本の私立大学である。1950年に設置され、1985年に廃止された。大学の略称は法政短大。

## 概要

### 大学全体
- 神奈川県川崎市中原区に所在した日本の私立短期大学で、設置主体は学校法人法政大学[注 1]。
- 国内で最初に認可された短期大学149校[注 2]の1校として、1950年に2学科体制で開学した[3]。その当初より、商経科と工学科の2学科を擁して夜間授業を行っていた。
- 1970年前後からの財政赤字問題、工学科の定員割れ、商経科での4年制大学への編入学目的の入学者の増加により、勤労学生に教育機会を提供するという開校当初の目的は果たせなくなったとして、1980年度の入学生を最後に[注釈 3]、短期大学としての使命を終える[注釈 4]

### 学風および特色
- 法政大学短期大学部は、京浜工業地帯の中心に位置することから、開校当初は日中そこにある各企業で働きながら夜間学問に勤しむ人が多かった[注 3]。しかし、1978年12月の調査によれば、短期大学部における勤労学生の比率は23.4％に過ぎず、実質的には4年制大学への編入学目当ての予備校的存在と化していた[10]。

## 当時の入学試験について
- 商経科は国語・英語・社会、工学科（機械科と電気通信科）では英語・国語・数学が課されていた[11]。

## 沿革
- 1949年
  - 10月 文部省[注釈 5]に短期大学[注 4]の設置認可に関する申請を行う[注 5]。なお、学科・専攻は以下の通りとなっている[注 6]。
    - 商経学科第二部
      - 商学専攻 入学定員150名
      - 経済学専攻 入学定員150名

    - 工学科第二部
      - 電気通信工学専攻入学定員100名
- 1950年
  - 3月14日 左記を以て短期大学の設置が文部省[注釈 5]より認可される[17]。上記の通りと変更なし[18]。
  - 4月1日 左記を以て法政大学短期大学部が以下の学科体制にて開学する[注 7]。
    - 商経学科第二部
      - 商学専攻 入学定員150名→120名
      - 経済学専攻 入学定員150名→120名

    - 工学科第二部
      - 電気通信工学専攻入学定員100名→80名

  - 商経科
    - 経済専攻
    - 商業専攻

  - 工学科
    - 電気通信工学専攻
- 1954年
  - 5月1日 学生数[21]/定員
    - 工科 152[注釈 6]/160
    - 商経科 420[注釈 7]/480
- 1958年
  - 5月1日 学生数[22]/定員
    - 工科 183[注釈 8]/160
    - 商経科 256[注 8]/480
- 1961年
  - 5月1日 学生数[23]/定員
    - 工科 205[注釈 8]/160
    - 商経科 405[注 9]/480
- 1962年
  - 4月1日 この年度より工科電気通信工学専攻を以下の学科に改組する[注釈 9]
    - 電気通信科第二部 入学定員80名

  - 同 以下の学科を増設する[注釈 9]。
    - 機械科第二部 入学定員80名

  - 同 商経科第二部の入学定員を240→160に減員[注釈 9]。
  - 5月1日 学生数[25]/定員
    - 商経科第二部 356[注 10]/400
    - 電気通信科第二部 118[注釈 6]
    - 機械科第二部 219[注釈 6]/
- 1964年
  - 5月1日 学生数[26]/定員
    - 商経科第二部 405[注 11]/320
    - 電気通信科第二部 156[注釈 8]/160
    - 機械科第二部 206[注釈 6]/160
- 1965年
  - 5月1日 学生数[27]/定員
    - 商経科第二部 419[注 12]/320
    - 電気通信科第二部 172[注 13]/160
    - 機械科第二部 217[注釈 8]/160
- 1971年
  - 鉄筋3階建ての実験棟竣工[28]。
- 1980年
  - 4月1日 この年度をもって学生募集最終とする[注釈 3]。
  - 5月1日 学生数[29]/定員
    - 商経科第二部 583[注 14]/320
    - 電気通信科第二部 61[注釈 6]/160
    - 機械科第二部 67[注釈 8]/160
- 1981年
  - 5月1日 学生数[30]/定員
    - 商経科第二部 255[注 15]/160
    - 電気通信科第二部 20[注釈 6]/80
    - 機械科第二部 34[注釈 8]/80
- 1982年
  - 5月1日 学生数[31]/定員
    - 商経科第二部 32[注釈 6]/-
    - 電気通信科第二部 2[注釈 6]/-
    - 機械科第二部 6[注釈 6]/-
- 1985年
  - 4月1日 左記をもって正式に廃止となる[注釈 4]。なお廃校までの全卒業者は9127名[32]。

## 基礎データ

### 所在地
- 神奈川県川崎市中原区木月大町164[注釈 1]

### 象徴
- 法政大学短期大学部のカレッジマークは法政大学と同じものを使用[9]。

## 教育および研究

### 組織

#### 学科
- 商経科第二部 入学定員160名[注釈 10]
  - 経済専攻 [注釈 11]
  - 商業専攻 [注釈 11]
- 電気通信科第二部 入学定員80名[注釈 10]
- 機械科第二部 入学定員80名[注釈 10]

#### 専攻科
- なし

#### 別科
- なし

#### 取得資格について
- 当初、教職課程が設けられていた。商経科に中学校教諭二級免許状と高等学校教諭免許状（各社会）が設置されていた[35]

#### 附属機関
- 図書館[36]

### 研究
- 『商経論集』[37]
- 『研究年報』[38]

## 学生生活

### 部活動・クラブ活動・サークル活動
- 法政大学短期大学部で活動していたクラブ活動[39]
  - 体育系：山岳・空手道・柔道・硬式テニス・軟式テニス・スキー&ハイキング・バスケットボール・サッカー・バドミントン・バレーボールほか
  - 文化系：ジャズバンド・ダンス・文芸・演劇・茶道・美術・写真ほか

### 学園祭
- 法政大学短期大学部の学園祭は所在地に因んで「木月祭」と呼ばれていた[40]。

## 大学関係者と組織

### 大学関係者一覧
歴代学長
- 鷲見友好[注 16]

#### 出身者
- 福永法源（法の華三法行教祖）[41]
- 元宿仁（自由民主党本部事務総長。のち駒大に編入学）
- 江川卓（元プロ野球選手。のち法大に転部）
- 武藤一邦（元プロ野球選手。のち法大に転部）

## 施設

### キャンパス
- 設備：本館・共用棟（学生食堂・図書館）・学生ホール・機械室・実験棟などがあった[42]。
- 短大所在地の木月校地では1958年まで法政大学第一教養部が昼間授業を行っていた。

## 対外関係

### 系列校
- 法政大学
- 法政大学第二中学校・高等学校
- 法政大学中学高等学校
- 法政大学女子高等学校

## 卒業後の進路について

### 就職について
- 開校当初は全学科を含め勤労学生が多く、卒業後もそのまま現職を継続する人も少なからずいたといわれる。

### 編入学・進学実績
- 法政大学への編入学制度があった[注 17]。